# Полемологія
Полемологія (від грец. Πόλεμος [ˈpɒlɪˌmɒs], Поле́м — божественне втілення війни, бог битви) — міждисциплінарний напрямок соціологічних досліджень, що вивчає причини виникнення конфліктів та воєн й умови збереження миру. Максима засновника нової науки Ґ. Бутуля: «Хочеш миру — пізнай війну».
Основні положення:
- історія людства — це здебільшого історія воєн;
- війна є найенергійнішою формою цивілізаційних контактів і не дозволяє державам і народам перебувати в самоізоляції;
- завдяки розвитку військових технологій відбувається технічний прогрес;
- війна є найпомітнішим чинником як порушення, так і відновлення рівноваги соціального життя.